# Acrodontium crateriforme
Espèce
Acrodontium crateriforme est une espèce de champignons ascomycètes de la famille des Teratosphaeriaceae. Une étude publiée en 2024, démontre l'action bénéfique de cette espèce dans le processus de pré-digestion des espèces de plantes carnivores appartenant au genre Drosera, notamment Drosera spatulata.

## Systématique
Le nom correct complet (avec auteur) de ce taxon est Acrodontium crateriforme (J.F.H.Beyma) de Hoog.
L'espèce a été initialement classée dans le genre Chloridium sous le basionyme Chloridium crateriforme J.F.H.Beyma.
Acrodontium crateriforme a pour synonymes :
- Chloridium crateriforme J.F.H.Beyma
- Tritirachium crateriforme (J.F.H.Beyma) Matsush.